# Korniszonek
Korniszonek (ang. Mr Pickles) – amerykański serial animowany dla dorosłych stworzony przez Willa Carsolę i Dave’a Stewarta dla Adult Swim. Serial obraca się wokół rodziny Goodman, zwłaszcza ich 6-letniego syna o imieniu Tommy oraz demonicznego psa rasy border collie o imieniu Mr. Pickles. Serial emitowany był od 21 września 2014 do 17 listopada 2019.
Pierwszy odcinek sezonu 4 był niespodziewanym finałem serii, zastępując serial nową serią spin-off zatytułowaną Mama zwie mnie szeryf.

## Fabuła
W małej społeczności Old Town, rodzina Goodman i ich głupkowaty 6-letni syn Tommy mają demonicznego border collie o imieniu Mr. Pickles. Tommy wraz z psem spędzają czas, bawiąc się w Old Town i okolicach, podczas gdy pies często wymyka się bez wiedzy rodziny, by zabijać i okaleczać jego niezliczone ofiary. Mr. Pickles często wskrzesza swoje ofiary, które następnie więzi w swojej podziemnej kryjówce i zmusza do wykonywania jego rozkazów. Mordując wszystkich, którzy zagrażają rodzinie, stają mu na drodze lub go denerwują, Mr. Pickles wprowadza porządek w Old Town, które w innym przypadku pełne jest zbrodni w obliczu przygłupiego szeryfa.   

## Postacie
- Dave Stewart jako Mr. Pickles, Floyd, Linda i myśliwy #2
- Kaitlyn Robrock jako Tommy Goodman, Candy
- Brooke Shields jako Beverly Goodman
- Jay Johnston jako Stanley Goodman
- Frank Collison jako Henry Gobbleblobber, Mr. Bojenkins (sezon 1-2)
- Will Carsola jako Sheriff, Boss i myśliwy #1
- Alex Désert jako Mr. Bojenkins (sezon 3, finał)

Postacie drugoplanowe/epizodyczne
|  | - Joey Lauren Adams jako The Girl - Pamela Adlon jako Mary - Bob Bergen jako Crime Man - Sean Conroy - Andy Daly jako Doktor - Colton Dunn jako bogaty snob, Darrel - John Ennis - Dave Foley jako naukowiec - Vivica A. Fox jako trucizna - Brett Gelman jako Cheeseman - Barbara Goodson jako Agnes Gobbleblobber/Steve - Elaine Hendrix jako Lorena - Carrie Keranen jako Lisa - Christine Lakin jako Blonde Girl - Michelle León | - Tom Kenny jako Sidekick Boy - Tracy Morgan jako Skids - Iggy Pop jako Texas Red - Andy Richter - Jacod Young - Mark Rivers - Henry Rollins jako dowódca agentów federalnych - Stephen Root jako Mr. Montgomery - Amy Sedaris jako Sally - Steve-O jako dostawca pizzy - Frank Vincent jako Jon Gabagooli - John Waters jako Dr. Kelton - "Weird Al" Yankovic jako członek kultu wegan - Rob Zombie jako przywódca kultu wegan |

## Produkcja
Serial, animowany za pomocą Adobe Flash, został stworzony przez Willa Carsola i Dave’a Stewarta - znanego z Funny or Die Presents - i wyprodukowany przez Willa Carsola, Dave’a Stewarta i Michaela J. Rizzo. Serial był jednym z kilku projektów dla Adult Swim. Podczas Comic-Con International w San Diego w 2014 r. twórcy wyjaśnili, że pomysł był oparty na Lassie, ale od tego czasu stał się „czymś więcej.”
Suczka australijskiego psa pasterskiego Stewarta posłużyła jako inspiracja dla animatorów postaci Mr. Pickles.  Stewart wskazał nawet podobieństwa między nią a głównym bohaterem i żartobliwie nazywał ją „Panią Pickles”. Reżyser animacji Mike L. Mayfield nagrał psa Stewarta bawiącego się na wideo, a animatorzy wykorzystali powstały materiał filmowy jako podstawę do animowania ruchów postaci. Tło serialu, jest mniej więcej oparte na Richmond w stanie Wirginia, gdzie twórcy rozpoczęli pracę przed przeprowadzką do Los Angeles. Pracując nad serialem, twórcy zauważyli pewne niespójności co do tego, co w społeczeństwie jest uważane za niedopuszczalne, ale starają się nie kwestionować tego i iść na kompromis.  
Opracowując 11-minutowy czas trwania odcinków, Carsola opisał go jako 22-minutowy program „skurczony” w kwadrans. Bohaterom głosów użyczyli m.in. Brooke Shields, Frank Collison, Jay Johnston oraz sami Carsola i Stewart. Według Carsoli, twórcy wątpili w zainteresowanie Shields serią, ale po castingu, ta przedstawiła swoje kwestie w studio nagraniowym w Nowym Jorku, podczas gdy twórcy nadzorowali poprzez Skype.

## Emisja i odbiór
Pierwszy sezon liczył dziesięć kwadransowych odcinków, a swoją premierę w sieci miał 21 września 2014 po premierze dziewiątego sezonu Squidbillies W lipcu 2013 w ramach prezentacji programów w fazie rozwoju dla sieci Adult Swim, we współpracy z KFC wyemitowano odcinek pilotażowy widzowie mogli głosować na swój ulubiony odcinek, a zwycięzca miał zostać wyemitowany 26 sierpnia 2013 r. Serial przegrał z produkcją Übermansion, choć cała prezentacja wygrała nagrodę Internet Advertising Campaign Award w 2014 roku za „Najlepszą telewizyjną kampanię reklamową”. Odcinek został później opublikowany na stronie internetowej sieci 23 stycznia 2014 i na YouTube 10 marca tego samego roku, stając się hitem z liczbą ponad 700 000 wyświetleń po około miesiącu. Drugi sezon serialu został zapowiedziany podczas Comic-Con 2014. 
Aaron Simpson z Cold Hard Flash nazwał ten serial połączeniem Lassie i Superjail!, obserwując odbiór społeczny „aby upewnić się, że jest to coś więcej niż wieloodcinkowy skecz”. Mike Hale z The New York Times nazwał go „mniej gustownym, ale bardziej popularnym” odpowiednikiem Tima i Erica Bedtime Stories. Hale pisał, że serial był „bardziej przerażający niż zabawny”, ale przewidywał, że będzie miał wielu fanów, a głos Shields doda „surrealistyczno-popkulturowe znamię”.  
Premiera serialu w Australii odbyła się 3 sierpnia 2015 r. w The Comedy Channel, a następnie przeniósł się do bezpłatnego bloku Adult Swim na 9Go!.
W kwietniu 2017 ukazał się zwiastun promujący premierę 3 sezonu, który miał być nadawany jesienią 2017 jednak z nieznanych przyczyn premiera została później przesunięta na następny rok. Pierwszy odcinek trzeciego sezonu miał swoją premierę 25 lutego 2018 r.